# Alenatea wangi
Alenatea wangi là một loài nhện trong họ Araneidae.
Loài này thuộc chi Alenatea. Alenatea wangi được Zhu & Da-xiang Song miêu tả năm 1999.